# Fibrinólise
A fibrinólise é o processo através do qual um coágulo de fibrina (produto da coagulação do sangue) é destruído. A fibrina é degradada pela plasmina levando à produção de fragmentos circulantes que são depois destruídas por outras proteínas ou pelos rins e fígado.  Esse processo é dividido em dois tipos: fibrinólise primária e fibrinólise secundária. O tipo primário é um processo natural do corpo, enquanto a fibrinólise secundária caracteriza-se pela quebra de coágulos devido a patologias ou à administração de fármacos antifibrinolíticos.